# Happiness (U2)
Happiness is een nummer van de Ierse rockband U2 uit 2024. Het is de tweede single van hun album How to Re-Assemble an Atomic Bomb.

## Achtergrondinformatie
"Happiness" werd al al in 2004 opgenomen tijdens de sessies voor How to Dismantle an Atomic Bomb, maar omdat er al genoeg nummers waren voor dat album, bleef het nummer op de plank liggen. 20 jaar later verscheen het als nieuw nummer op het album How to Re-Assemble an Atomic Bomb, samen met remasters van de tracks van "How to Dismantle an Atomic Bomb" en nog een paar niet eerder verschenen nummers. Destijds ging "Happiness" over Desert Storm en de Irakoorlog, maar 20 jaar later merkte The Edge op dat de tekst nu ook van toepassing kan zijn op wat er gebeurt in Oekraïne.
Het nummer wist nergens door te dringen tot de hitlijsten.

## Tracklijst
Muziekdownload
1. "Happiness" - 4:29